# Plagiosternum

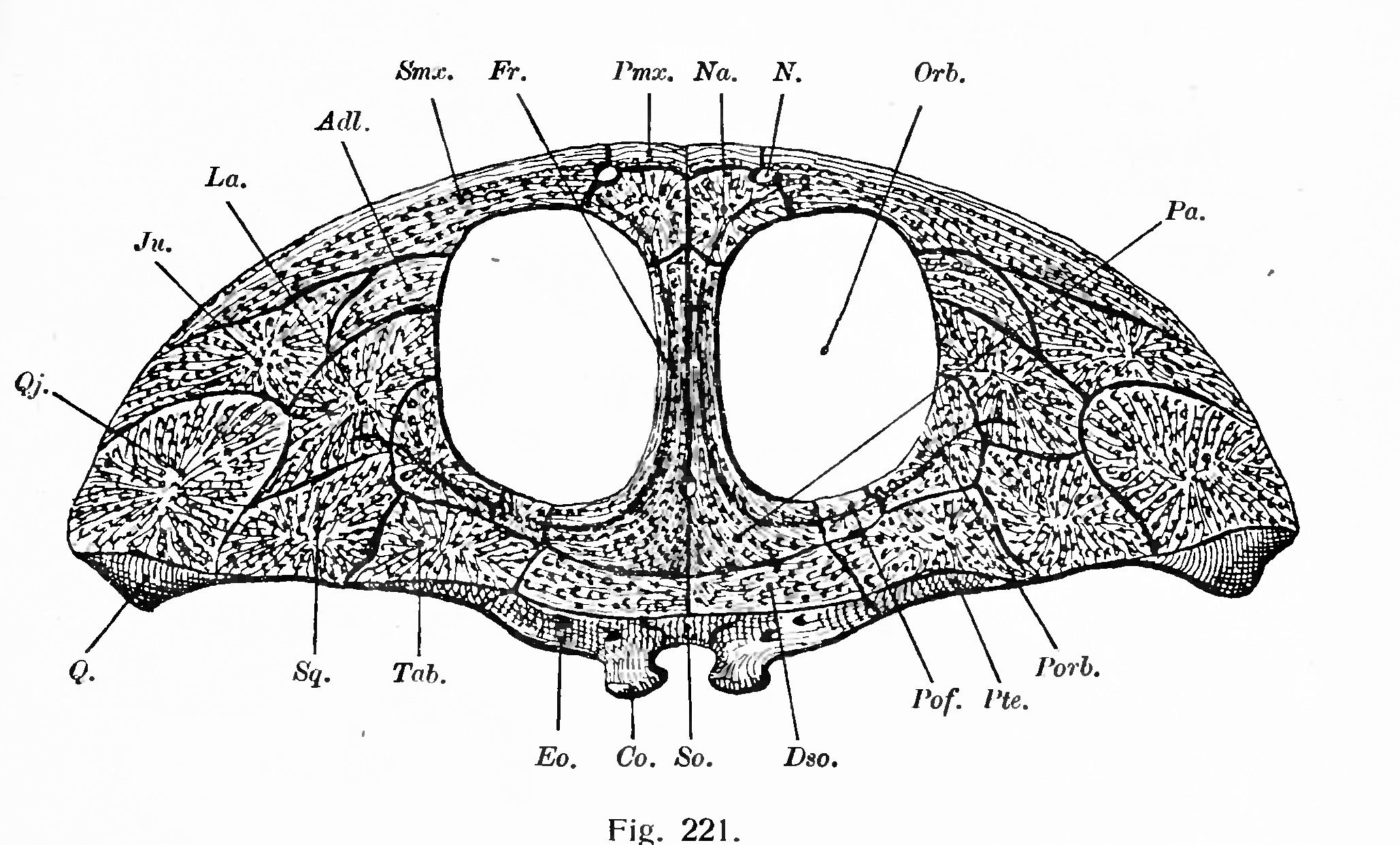
Cráneo de Plagiosternum.

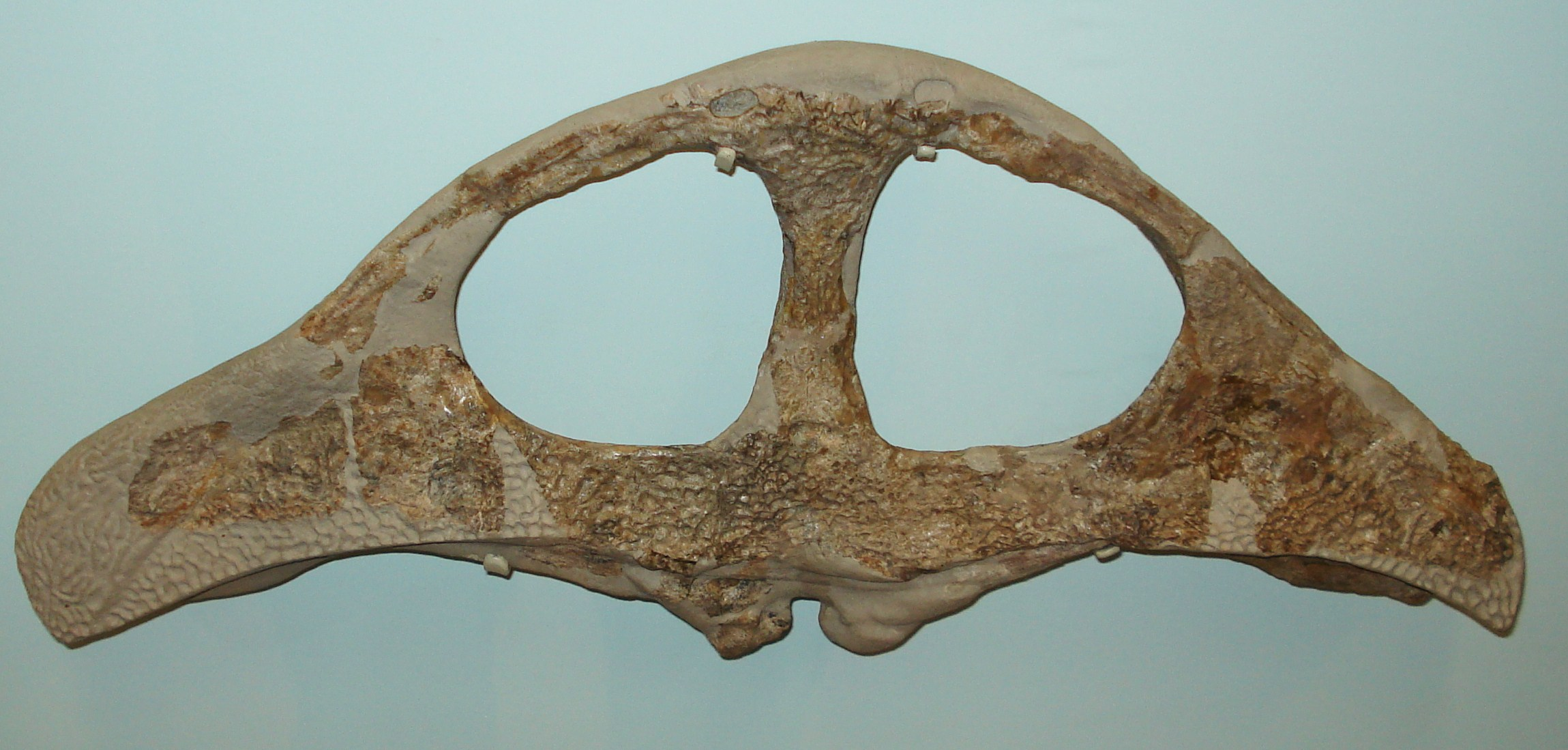
Cráneo.

Plagiosternum es un género extinto de temnospóndilo que vivió en el período Triásico (Anisiense y Ladiniense) en lo que ahora es Rusia. Se cree que se alimentaba de peces. Los músculos que abrían su boca eran fuertes, pero los que la cerraban eran frágiles. También se piensa que tenía branquias externas, como algunos especímenes del grupo Lepospondyli y algunas salamandras.